# 퍼맨 대 조지아 사건
퍼맨 대 조지아 사건은 사형제도에 대한 유명 미국 연방대법원 판례이다. 1976년 그레그 대 조지아 사건까지 미국에서 사형집행을 정지시켰다.

## 판결
미국연방대법원은 사형을 선고하는 것에 대하여 5 ： 4로 위헌 판결을 선고하였다.

### 다수의견
첫째, 사형이 유능한 변호사를 동원할 수 없는 흑인이나 가난한 사람에게 차별적으로 운영되고 있고, 둘째, 사형은 수정헌법 제8조의 '잔혹하고 이상한 형벌'에 해당한다는 것을 이유로 위헌이다.

## 기타
1976년 Gregg v. Georgla 사건에서는 7 ： 2로 사형은 ‘잔혹하고 이상한 형벌，이 아니며， 따라서 사형제도 자체는 합헌이라고 하여 견해를 변경하면서 이 사건에서 연방대법원은 특정한 경우에 사형이 위헌이 될 수 있다고 하였다.

## 참고 문헌
- 영문 위키백과 번역

## 같이 보기
- 사형제도